# Comella insularis
Comella insularis es una polilla de la familia Callidulidae. Se encuentra en las Islas Schouten del este de Indonesia.